# 422 aC
El 422 aC va ser un any anomenat així des de la implantació del calendari cristià medieval, quan el sistema Anno Domini va ser el mètode de numeració dels anys més comú a Europa.
A la seva època era conegut amb altres noms, com el de 332 ab urbe condita o de la fundació de Roma.

## Esdeveniments
- Estrena de Les vespes, d'Aristòfanes, que va presentar al festival de les Lenees i va obtenir el segon premi.[2]
- Aquell any es va acabar la treva entre Atenes i Esparta. A l'estiu Cleó va ser nomenat estrateg per lluitar contra Bràsides a la península Calcídica. Havia convençut el poble de la seva habilitat com a general, i va marxar contra ell amb un exèrcit. Va ocupar Torone i es va dirigir cap a Amfípolis, que l'espartà Bràsides volia protegir. Cleó, que no era un bon general, va avançar sense un pla precís i va arribar als murs de la ciutat, on en veure els espartans llestos per a una sortida, va començar una desastrosa retirada.[3]
- Siracusa ocupa militarment la ciutat de Leontins, i instaura un govern oligàrquic.[4]
- A Roma van ser elegits tribuns amb potestat consular: Luci Manli Capitolí, Quint Antoni Merenda i Luci Papiri Mugil·là.[5]

## Necrològiques
- Bràsides, general espartà, que sense reforços, es va haver d'enfrontar a un fort exèrcit atenenc dirigit per Cleó d'Atenes. Els atenesos van ocupar Torone i Galepsos però Bràsidas va poder salvar Amfípolis rebutjant als atenencs que van patir una seriosa desfeta en la qual va morir Cleó, i Bràsidas va resultar greument ferit. Va morir poc després i el van enterrar a Amfípolis, dins de les muralles.[6]
- Cleó d'Atenes, polític i estrateg.[7]